# Liste de fortifications en Norvège
Cet article fait la liste des fortifications en Norvège.

## Bergen
- Forteresse de Bergenhus

## Blaker (Sørum)
- Forteresse de Blaker

## Drobarrébak
- Fort de Oscarsborg

## Elverum
- Forteresse de Christiansfjeld, anciennement Hammersberg Skanse ou Terningen Skans
- Bastion Østerhaug

## Halden
- Forteresse de Fredriksten

## Hisingen
- Forteresse de Båhus

## Kristiansand
- Forteresse de Christiansø

## Oslo
- Forteresse de Akershus

## Østfold
- Forteresse de Basmo

## Trondheim
- Forteresse Kristiansten
- Munkholmen
- Sverresborg

## Vardø
- Forteresse de Vardøhus
- Fort de Grindal

## Fortifications traversant plusieurs régions
- Mur de l'Atlantique